# Coptops szechuanica
Coptops szechuanica là một loài bọ cánh cứng trong họ Cerambycidae.